# Psilocerea nigromaculata
Psilocerea nigromaculata là một loài bướm đêm trong họ Geometridae.